# Jose Dalman
Jose Dalman est une localité de la province de Zamboanga du Nord, aux Philippines. En 2015, elle compte 27 388 habitants.